# The Exploration Company
The Exploration Company is een Frans/Duits ruimtevaartbedrijf opgericht in 2021.

## Geschiedenis
In mei 2022 kondigden ESA aan dat The Exploration Company en Thales Alenia Space beiden een contract van 25 miljoen euro hadden gekregen voor het ontwikkelen van een cargo ruimteschip dat zowel het ISS kan bevoorraden alsook andere toekomstige ruimtestations.
In november 2024 kondigde het bedrijf aan 160 miljoen euro aan nieuw kapitaal te hebben opgehaald om cargoruimteschip Nyx verder te ontwikkelen.